# Korttålärka
Korttålärka (Calandrella brachydactyla) är en fågel som tillhör familjen lärkor. Den är vanligt förekommande i jordbruksområden och torra marker från Medelhavsområdet och vidare österut till Mongoliet och Kina. Alla populationer utom de sydligaste är flyttfåglar som övervintrar i Afrika söder om Sahara och i Indien. Den ses relativt regelbundet norr om sitt utbredningsområde under vår och höst, med årliga fynd i Sverige. IUCN kategoriserar den som livskraftig.

## Utseende och läte
Korttålärkan är en liten (14–16 cm) och ljus lärka, mindre än sånglärkan. Den är mörkstrimmigt gråbrun på ovansidan och ostreckat vit undertill med mörka fläckar på var sida om halsen. Ansiktsteckningen är relativt pregnant med ett brett, smutsvitt ögonbrynsstreck och ostreckad gråbrun kind. Näbben är ljus och spetsig. Mörka mellersta täckare med breda ljusa spetsar skapar tydliga vingband. Till skillnad från dvärglärkorna har den långa tertialer, som i stort sett täcker handpennespetsarna.
Den har två olika sångtyper, dels en kort och kvittrig strof som stapplas fram och accelererar mot slutet, dels en utdragen (tio till 30 sekunder) och extatisk variant med inslag av härmningar som utförs i flykten. Bland lätena hörs torra "dritt", mer studsande än sånglärkans läte och mer likt hussvala. Även ett mer klangfullt "trilp" påminnande om fältpiplärka hörs.

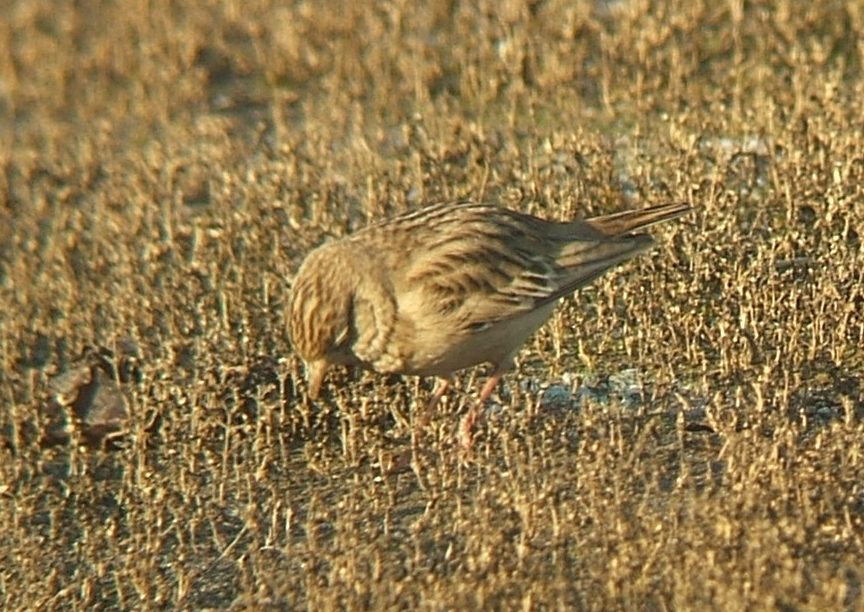
Korttålärka i Northumberland, Storbritannien
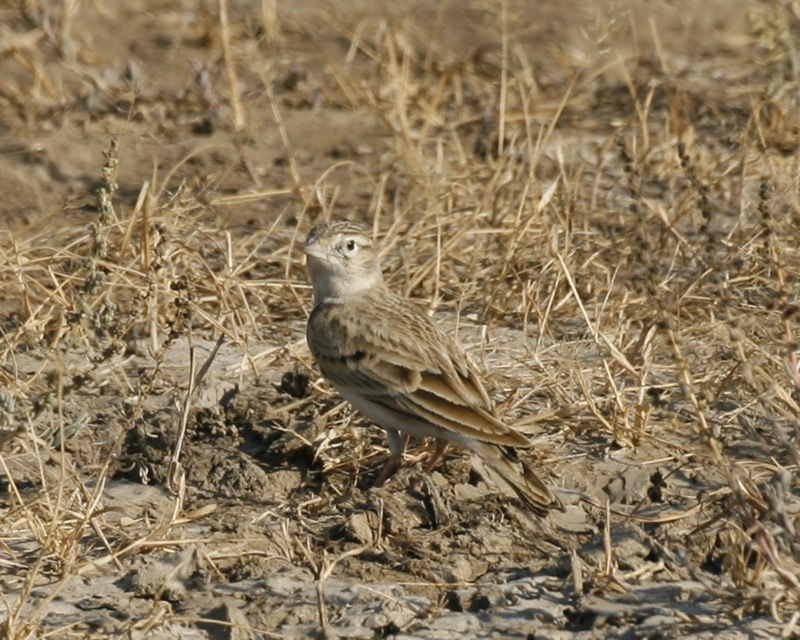
Adult i Gujarat, Indien.
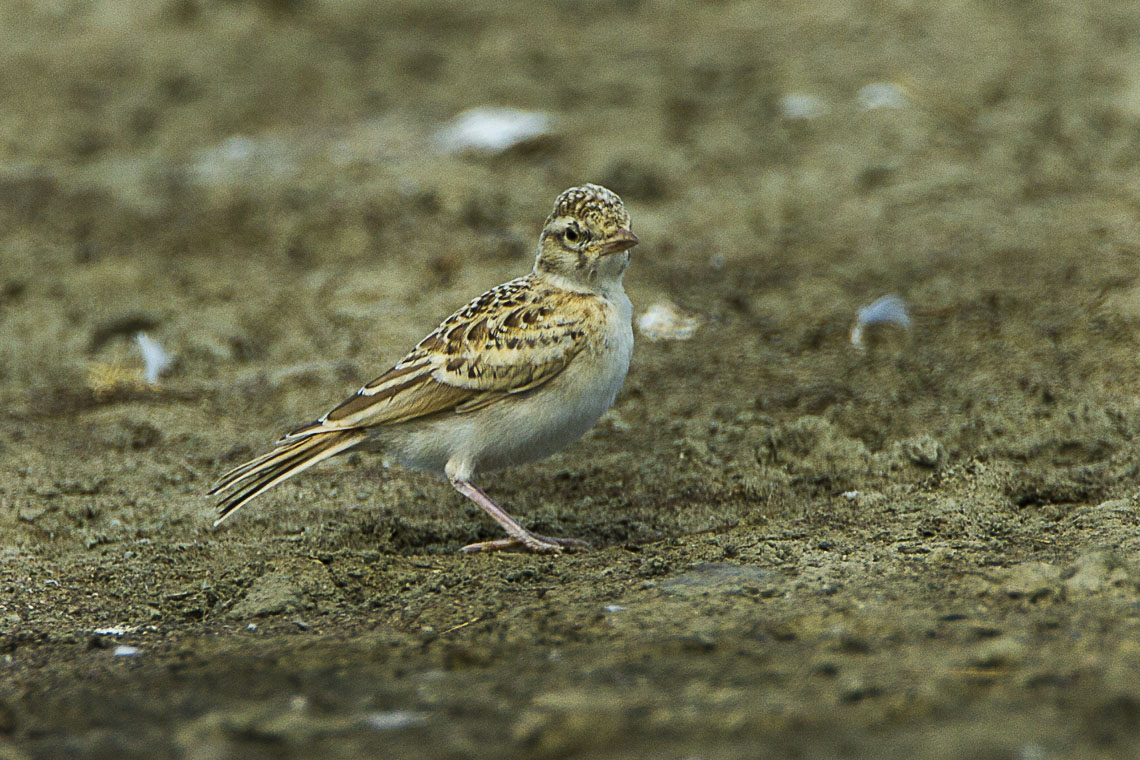
Korttålärka i Spanien.

## Utbredning och systematik

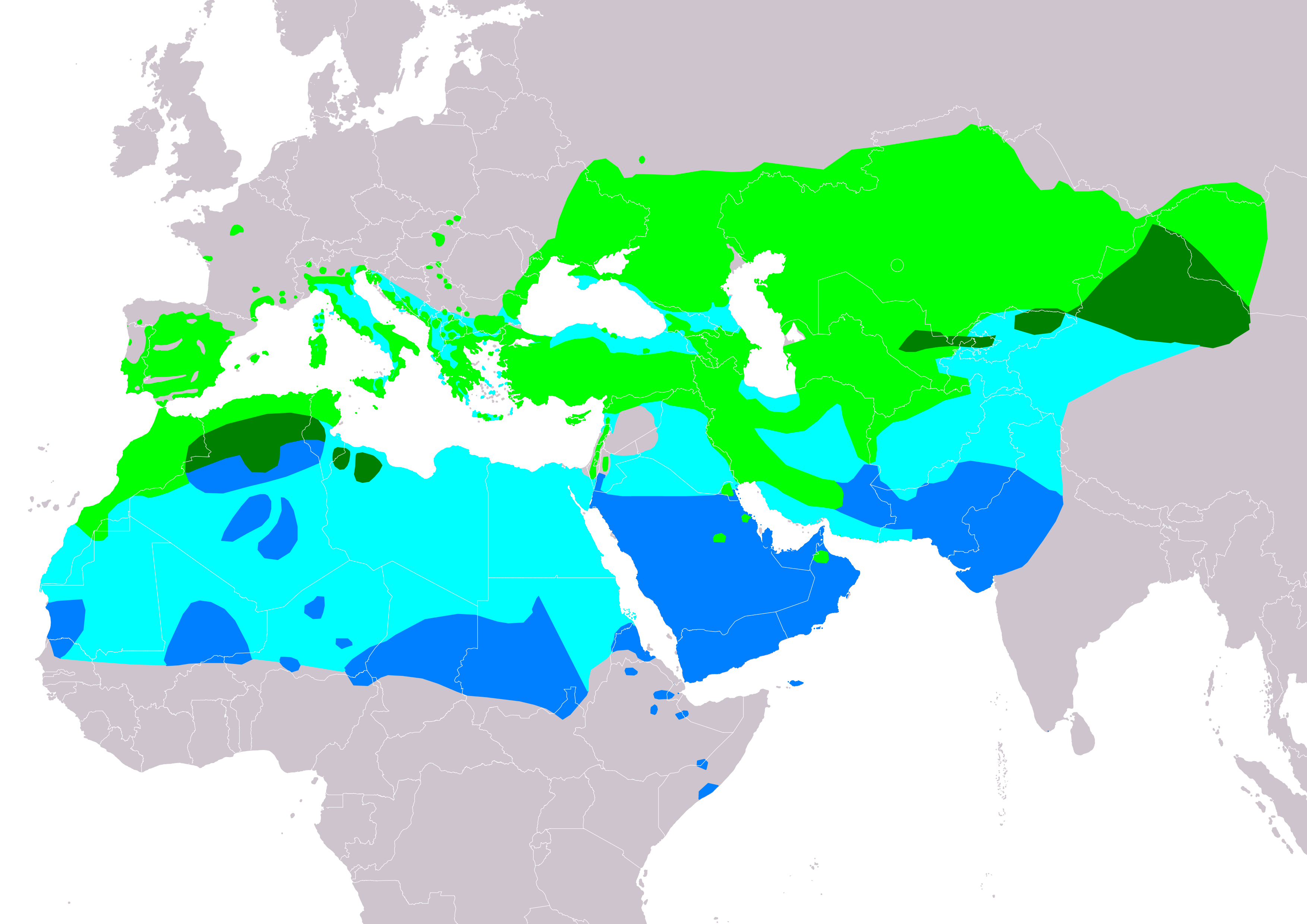
Korttålärkans utbredningsområde:
Ljusgrönt - häckningsområde, sommartid
Mörkgrönt - förekomst året runt
Mörkblått - övervintringsområde
Ljusblått - förekomst under flytten.

Korttålärkan häckar i södra Europa, nordvästra Afrika och över tempererade delar av Asien från Turkiet och södra Ryssland till Mongoliet. Clements m.fl. delar in korttålärkan i sju underarter med följande utbredning:
- Calandrella brachydactyla brachydactyla – Medelhavsområdet
- Calandrella brachydactyla hungarica – Ungern
- Calandrella brachydactyla rubiginosa – Nordafrika (Marocko, Algeriet och Tunisien) samt Malta
- Calandrella brachydactyla woltersi – nordvästra Syrien och närliggande södra Turkiet
- Calandrella brachydactyla hermonensis – Sinaihalvön till sydligaste Turkiet och östra Syrien
- Calandrella brachydactyla artemisiana – Mindre Asien, Transkaukasien och nordvästra Iran
- Calandrella brachydactyla longipennis – häckar på slätter norr om Kaukasus till Ukraina och österut till norra Mongoliet och nordöstra Kina; vintertid förekommer den i Afghanistan, Pakistan och nordvästra Indien

Tongivande internationella auktoriteten IOC urskiljer även underarten orientalis med utbredning i centrala Sibirien, norra Mongoliet och norra Kina. I verket Handbook of Western Palearctic Birds (Shirihai & Svensson 2018) föreslås å andra sidan en annan underartsindelning, där underarterna rubiginosa och woltersi inkluderas i hermonensis, och hungarica i nominatformen. Sedan 2022 följer svenska BirdLife Sverige dessa rekommendationer.
Alla populationer utom de som häckar allra längst söderut är flyttfåglar och övervintrar söder om Sahara och i Indien. Arten är en ganska vanlig gäst i norra Europa på våren och hösten. I Sverige påträffas den sällsynt men regelbundet.
Mongolisk korttålärka (C. dukhunensis) har tidigare behandlats som underarter till korttålärkan, men urskiljs numera vanligen som egen art efter genetiska studier som visar att den står närmare tibetansk korttålärka (C. acutirostris). Enligt studier från 2023 är korttålärkan systerart till en klad bestående av mongolisk korttålärka, tibetansk korttålärka och afrikanska arten rödkronad lärka.

## Ekologi
Korttålärkan är över stora delar av sitt utbredningsområde en vanlig fågel på torrt öppet land och i jordbrukområden. Den bygger bo på marken och lägger två till tre ägg. Den livnär sig av frön och insekter, de senare särskilt under häckningssäsongen. 

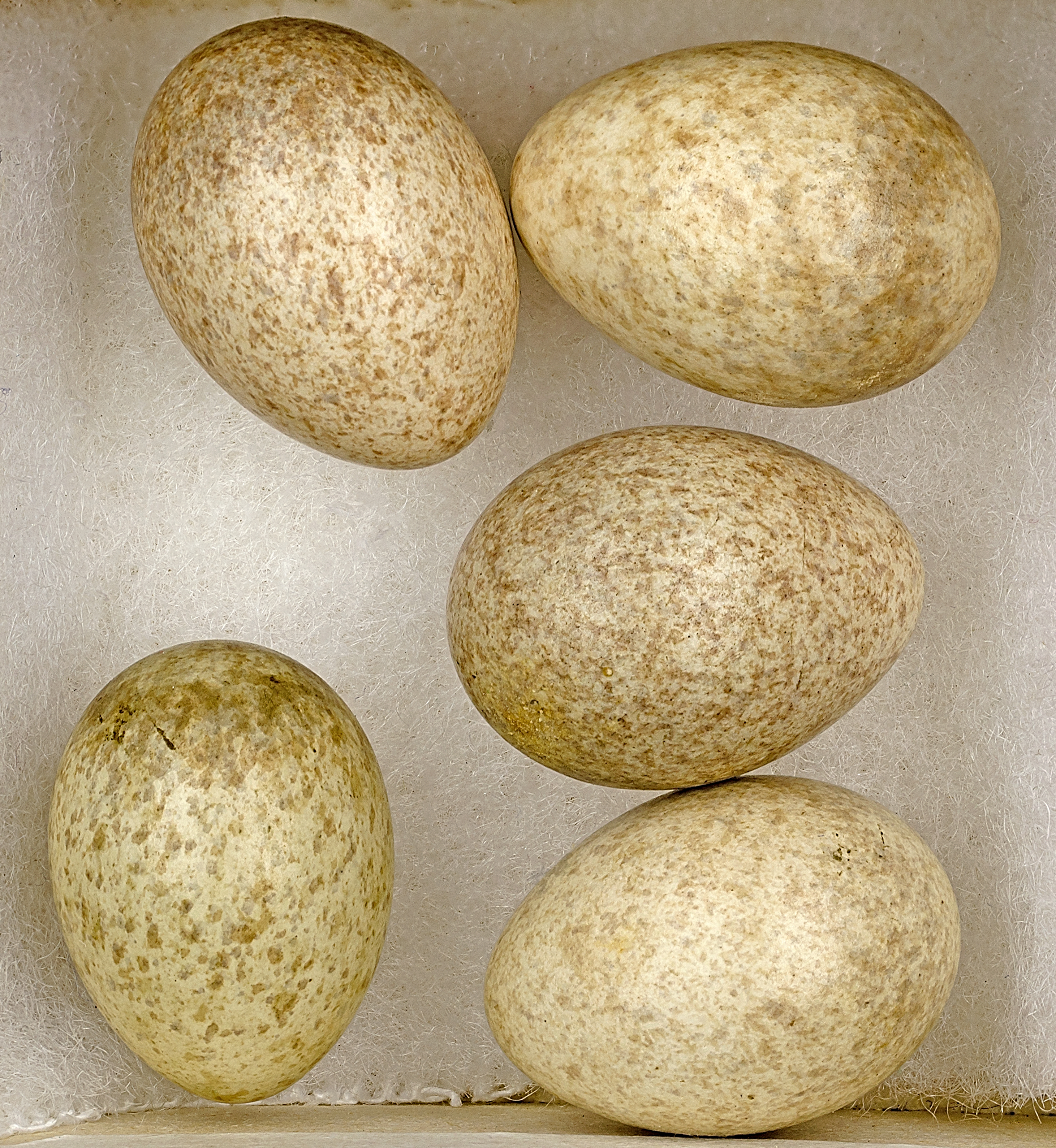
Ägg av korttålärka ur Muséum de Toulouses samling.

## Status och hot
Arten har ett stort utbredningsområde och en stor population med okänd utveckling. Utifrån dessa kriterier kategoriserar IUCN arten som livskraftig (LC). I Europa beräknas populationen bestå av mellan 4,7 och 9 miljoner häckande par.